# S/2021 N 1
S/2021 N 1 är en av Neptunus månar.
Månen upptäcktes 2021 av Scott S. Sheppard, David J. Tholen, Chad Trujillo och Patryk S. Lykawka. Upptäckten offentliggjordes den 23 februari 2024.
S/2021 N 1 är 14 kilometer i diameter och månbanan runt Neptunus har en halv storaxel på 50 760 000 kilometer.
S/2021 N 1 har ännu inte fått något officiellt namn